# Selaginella unilateralis
Selaginella unilateralis är en mosslummerväxtart som beskrevs av Antoine Frédéric Spring. Selaginella unilateralis ingår i släktet mosslumrar, och familjen mosslummerväxter. Inga underarter finns listade i Catalogue of Life.